# New Haven (Missouri)
Pour les articles homonymes, voir New Haven (homonymie).
New Haven est une ville du comté de Franklin, dans le Missouri, aux États-Unis,. Située au nord du comté, elle est initialement baptisée Miller's Landing et fondée en 1855. Elle est incorporée en 1858. 

## Démographie
Lors du recensement de 2010, la ville comptait une population de 2 089 habitants. Elle est estimée, en 2016, à 2 090 habitants.

### Source de la traduction
- (en) Cet article est partiellement ou en totalité issu de l’article de Wikipédia en anglais intitulé « New Haven, Missouri » (voir la liste des auteurs).